# Bugjon
Bugjon – wieś położona w północnej części Albanii w gminie Fierzë. Wieś znajduje się 102 kilometrów od stolicy państwa, Tirany.

## Demografia
Według spisu ludności z 1989 roku we wsi Bugjon mieszkało 942 mieszkańców.